# 악스웰 앤 인그로소
악스웰 앤 인그로소(Axwell and Ingrosso, Axwell Λ Ingrosso)는 스웨덴의 댄스 음악 듀오이다. 구성원은 스웨디시 하우스 마피아의 멤버였던 악스웰과 세바스티안 인그로소이다. 2018년 3월 25일 스웨디시 하우스 마피아의 재결성으로 활동을 중단하였다.

## 음반 목록

### EP
- X4 (2014)
- More Than You Know (2017)